# Ceinos de Campos (kommunhuvudort)
Ceinos de Campos är en kommunhuvudort i Spanien.   Den ligger i provinsen Provincia de Valladolid och regionen Kastilien och Leon, i den norra delen av landet, 220 km nordväst om huvudstaden Madrid. Ceinos de Campos ligger 763 meter över havet och antalet invånare är 273.
Terrängen runt Ceinos de Campos är platt, och sluttar västerut. Runt Ceinos de Campos är det mycket glesbefolkat, med 7 invånare per kvadratkilometer. Närmaste större samhälle är Villalón de Campos, 12,1 km nordost om Ceinos de Campos. Trakten runt Ceinos de Campos består till största delen av jordbruksmark.